# Gustave Danneels
Gustave Danneels (Loos-en-Gohelle, 6 de setembre de 1913 - Knokke, 13 d'abril de 1976) va ser un ciclista belga que fou professional entre 1933 i 1943. Era oncle de Guido i Wilfried Reybrouck.
Els seus èxits més importants foren dues medalles de bronze al Campionat del Món de ciclisme, el 1934 i 1935, tres triomfs a la París-Tours (1934, 1936 i 1937) i una etapa al Tour de França de 1937.

## Palmarès
- 1931
  -  Campió de Bèlgica Sub-17 (amateur)
- 1933
  -  Campió de Bèlgica Independent (amateur)
  - 1r del Critèrium d'Anvers
- 1934
  - 1r de la París-Tours
  - 1r del Gran Premi d'Europa
  - 1r a Gingelom amb Frans Dictus
  -  Medalla de bronze al Campionat del Món de ciclisme
- 1935
  -  Campió de Bèlgica en ruta
  - Vencedor d'una etapa de la Volta a Bèlgica
  -  Medalla de bronze al Campionat del Món de ciclisme
- 1936
  - 1r de la París-Tours
  - Vencedor de 2 etapes de la París-Niça
- 1937
  - 1r de la París-Tours
  - Vencedor d'una etapa del Tour de França
- 1938
  - Vencedor de 2 etapes del Tour del Sud-est
- 1943
  - 1r al Premi Dupré-Lapize (amb Albert Billiet)

### Resultats al Tour de França
- 1935. Abandona (7a etapa)
- 1936. Abandona (7a etapa)
- 1937. Abandona (17a etapa) i vencedor d'una etapa